# Sur le démon qui nous a reçus en partage
Sur le démon qui nous a reçus en partage est le quinzième traité des Ennéades, et quatrième livre de la troisième Ennéade qui traite du monde, dans sa dimension théologique et métaphysique, rédigé par Plotin. Celui-ci prend pour sujet l'âme humaine et son démon.